# Galeria Bankside

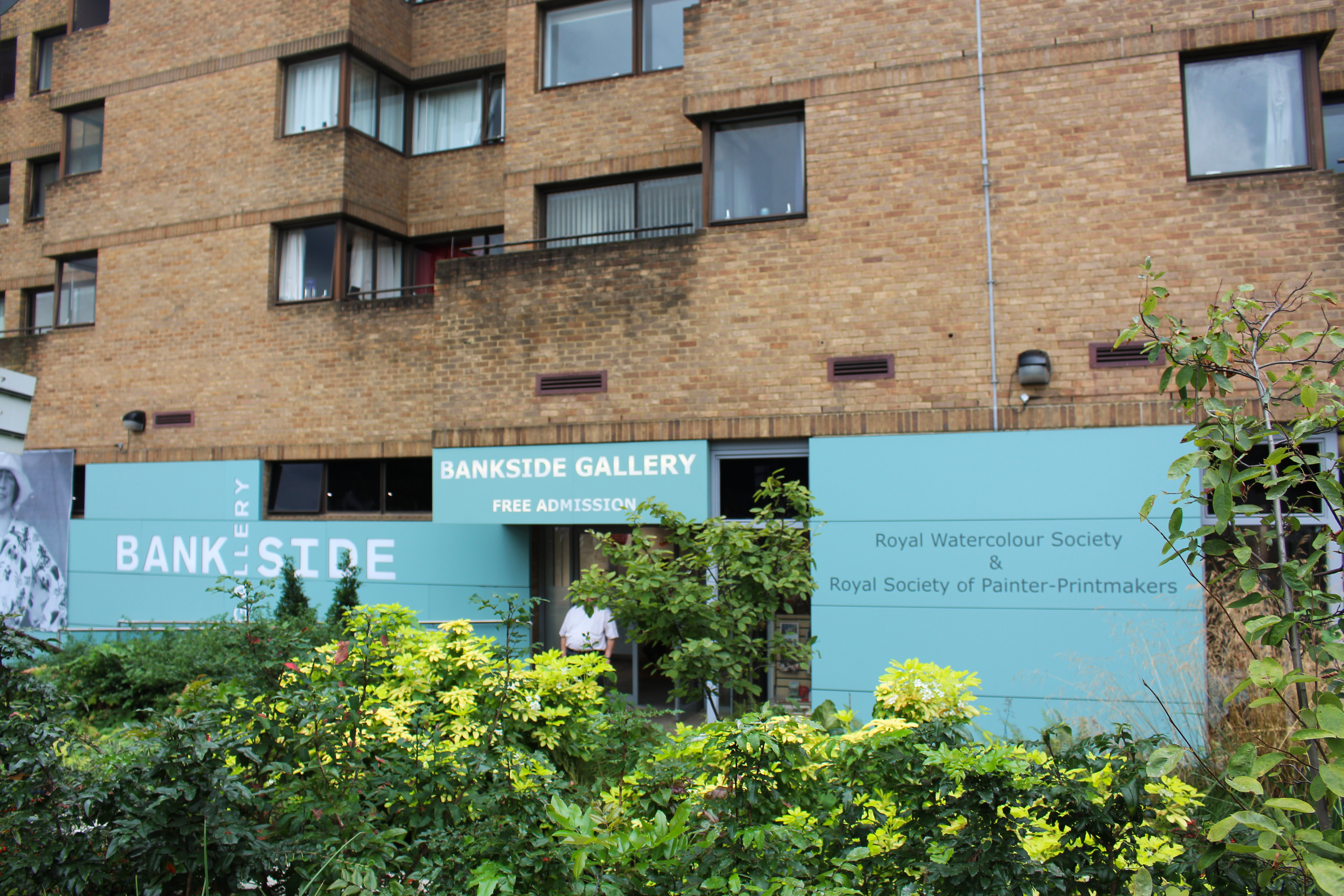
Entrada para a Galeria Bankside.

A Galeria Bankside (em inglês:  Bankside Gallery) é uma galeria de arte em Bankside, Londres, Inglaterra. Aberto ao público pela Rainha em 1980, Bankside também é uma instituição de caridade educacional, situada ao longo do Rio Tâmisa e próximo à Tate Modern.
A galeria é o lar da Royal Watercolour Society e Royal Society of Painter Printmakers. O local abriga exposições de aquarelas e gravuras contemporâneas que são acompanhados de eventos especiais, incluindo palestras e visitas de artistas. Um programa de educação integral que cobre a teoria e prática da arte é organizado anualmente.